# Amblyeleotris stenotaeniata
Amblyeleotris stenotaeniata är en fiskart som beskrevs av Randall 2004. Amblyeleotris stenotaeniata ingår i släktet Amblyeleotris och familjen smörbultsfiskar. Inga underarter finns listade i Catalogue of Life.